# Трисвинецгадолиний
Трисвинѐцгадоли́ний — бинарное неорганическое соединение, интерметаллид
гадолиния и свинца
с формулой GdPb3,
кристаллы.

## Получение
- Сплавление стехиометрических количеств чистых веществ:

{\displaystyle {\mathsf {Gd+3Pb\ {\xrightarrow {969^{o}C}}\ GdPb_{3}}}}

## Физические свойства
Трисвинецгадолиний образует кристаллы
кубической сингонии, пространственная группа P m3m, параметры ячейки a = 0,48261 нм, Z = 1,
структура типа тримедьзолота AuCu3
.
Соединение образуется по перитектической реакции при температуре 969 °C.